# Sinotyrannus kazuoensis
Sinotyrannus kazuoensis és una espècie de gran dinosaure tiranosauroïdeu basal, un parent proper dels tiranosàurids que van prosperar a Amèrica del Nord i Àsia durant el Cretaci superior. Sinotyrannus és conegut per un únic espècimen fòssil incomplet que inclou un crani parcial, de la formació de Jiufotang del Cretaci inferior de Liaoning, Xina. Encara que no és molt més jove que els tiranosauroïdeus primitius com el Dilong, és d'una mida similar a la de les formes posteriors com el tiranosaure. Era molt més gran que els altres tiranosauroïdeus contemporanis; arribant a una longitud total estimada en 10 metres. L'espècie fou descrita per Ji et al., l'any 2009.